# Liste der denkmalgeschützten Objekte in Buch-St. Magdalena
Die Liste der denkmalgeschützten Objekte in Buch-Sankt Magdalena enthält die 7 denkmalgeschützten, unbeweglichen Objekte der Gemeinde Buch-St. Magdalena.

## Denkmäler
| Foto |                 | Denkmal                                                          | Standort                                 | Beschreibung | Metadaten |
| ---- | --------------- | ---------------------------------------------------------------- | ---------------------------------------- | --- | --- |
| ja   | Datei hochladen | Ortskapelle Hl. Kreuz HERIS-ID: 68264 Objekt-ID: 81269           | Geiseldorf Standort KG: Geiseldorf       | Die barocke Kapelle hat eine pilastrierte Fassade mit Blendgiebel oberhalb einer Verkröpfung, der zum turmartigen Dachreiter überführt. | BDA-Hist.: Q76888480 Status: § 2a Stand der BDA-Liste: 2025-06-30 Name: Ortskapelle Hl. Kreuz GstNr.: .35 Ortskapelle Hl. Kreuz (Geiseldorf)                             |
| ja   | Datei hochladen | Bildstock HERIS-ID: 69791 Objekt-ID: 82879                       | Standort KG: Hopfau                      | Der Nischenpfeiler steht auf dem ehemaligen Dorfanger, er wurde in seiner heutigen Gestalt 1682 nach der großen Pestepidemie 1679/80 als Dorfkreuz / Pestkreuz errichtet. Die Nischenbilder zeigen die hl. Dreifaltigkeit, und die hll. Sebastian und Florian. Das flache pyramidenförmige Ziegeldach wird steinernen Ankerkreuz mit der Inschrift IHS / 1682 bekrönt. | BDA-Hist.: Q38123177 Status: § 2a Stand der BDA-Liste: 2025-06-30 Name: Bildstock GstNr.: 1034/1                                                                         |
| ja   | Datei hochladen | Kath. Pfarrkirche hl. Magdalena HERIS-ID: 69787 Objekt-ID: 82875 | Lemberg Standort KG: Lemberg             | Die Kirche wurde in den Jahren 1787–1788 von Leopold Ainspinner erbaut. Sie weist einen zweijochigen Chor, ein Langhaus mit Flachdecke sowie eine Westfassade mit Turm auf. Der klassizistische Hochaltar enthält ein Bild der hl. Magdalena aus dem Jahr 1797. | BDA-Hist.: Q20675689 Status: § 2a Stand der BDA-Liste: 2025-06-30 Name: Kath. Pfarrkirche hl. Magdalena GstNr.: .27/1 Mary Magdalene Church (Sankt Magdalena am Lemberg) |
| ja   | Datei hochladen | Pfarrhof HERIS-ID: 69794 Objekt-ID: 82882                        | St. Magdalena 18 Standort KG: Lemberg    | | BDA-Hist.: Q38123185 Status: § 2a Stand der BDA-Liste: 2025-06-30 Name: Pfarrhof GstNr.: .25                                                                             |
| ja   | Datei hochladen | Flur-/Wegkapelle HERIS-ID: 68269 Objekt-ID: 81274                | bei Oberbuch 29 Standort KG: Oberbuch    | Das Dorfkreuz, auch Kommune-, Posch- oder Pfeilerkreuz genannt, ist ein gemauerter Kapellenbildstock mit Satteldach und einem zweiarmigen, eisernen Tatzenkreuz. Innen ein Holzkruzifix, das mit 1879 bezeichnet ist. Das ehemalige Dorfkreuz befindet sich an der Stelle des uralten Dorfkreuzes, es dürfte aber 1879 in der jetzigen Form neu erbaut worden sein. Nach dem Bau der Dorfkapelle im Jahre 1905 verlor der Bildstock seine Funktion als Dorfkreuz.                                                                                      | BDA-Hist.: Q38119217 Status: § 2a Stand der BDA-Liste: 2025-06-30 Name: Flur-/Wegkapelle GstNr.: 850                                                                     |
| ja   | Datei hochladen | Ortskapelle HERIS-ID: 68270 Objekt-ID: 81275                     | bei Unterbuch 130 Standort KG: Unterbuch | | BDA-Hist.: Q38119224 Status: § 2a Stand der BDA-Liste: 2025-06-30 Name: Ortskapelle GstNr.: 1803                                                                         |
| ja   | Datei hochladen | Bildstock HERIS-ID: 68272 Objekt-ID: 81277                       | Unterdombach Standort KG: Unterdombach   | Das Dorfkreuz Unterdombach ist als Nischenpfeiler ausgeführt und stammte ursprünglich vom Beginn des 18. Jahrhunderts. Wahrscheinlich wurde es nach dem Kuruzeneinfall 1704 errichtet. Auf dem flachen Dach steht ein zweiarmiges Schmiedeeisenkreuz. 1959 wurde der Bildstock restauriert, der Maler Adolf Osterider bemalte die halbrund abgeschlossenen Nischen mit Fresken zu den Themen Marienkrönung, hl. Familie, sowie die heiligen Pankratius, Florian und Notburga. 2007 wurde es aufgrund der Bauschäden durch eine neue Bildsäule ersetzt. | BDA-Hist.: Q38119232 Status: § 2a Stand der BDA-Liste: 2025-06-30 Name: Bildstock GstNr.: 241/6                                                                          |